# Сейлъм (окръг, Ню Джърси)
Вижте пояснителната страница за други значения на Сейлъм.
Окръг Сейлъм (на английски: Salem County) е окръг в щата Ню Джърси, Съединени американски щати. Площта му е 0 km², а населението – 63 436 души (2016). Административен център е град Сейлъм.